# Castell de Montmagastre (Peralta de la Sal)
El castell de la Móra o de Montmagastre és un castell situat uns 2 quilòmetres al sud de Peralta de la Sal (Llitera).
El seu origen és islàmic, ja que havia format part de la línia de defenses de Lleida davant del comtat de Ribagorça, fins que fou conquerit el 1090 per Ermengol IV d'Urgell. El castell, que anà canviant de mà, fou nucli del poble de Montmagastre, fins que es despoblà a final de l'edat mitjana.
Actualment, del castell en queden restes de dos recintes murallats. L'inferior té restes de l'arrencada de dues torres i una cisterna força gran, cosa que fa pensar que la guarnició del castell devia ser important, també. Al recinte superior hi ha una torrassa del segle xiv que és la part més ben conservada del conjunt.